# Oitavo Exército (Império Otomano)

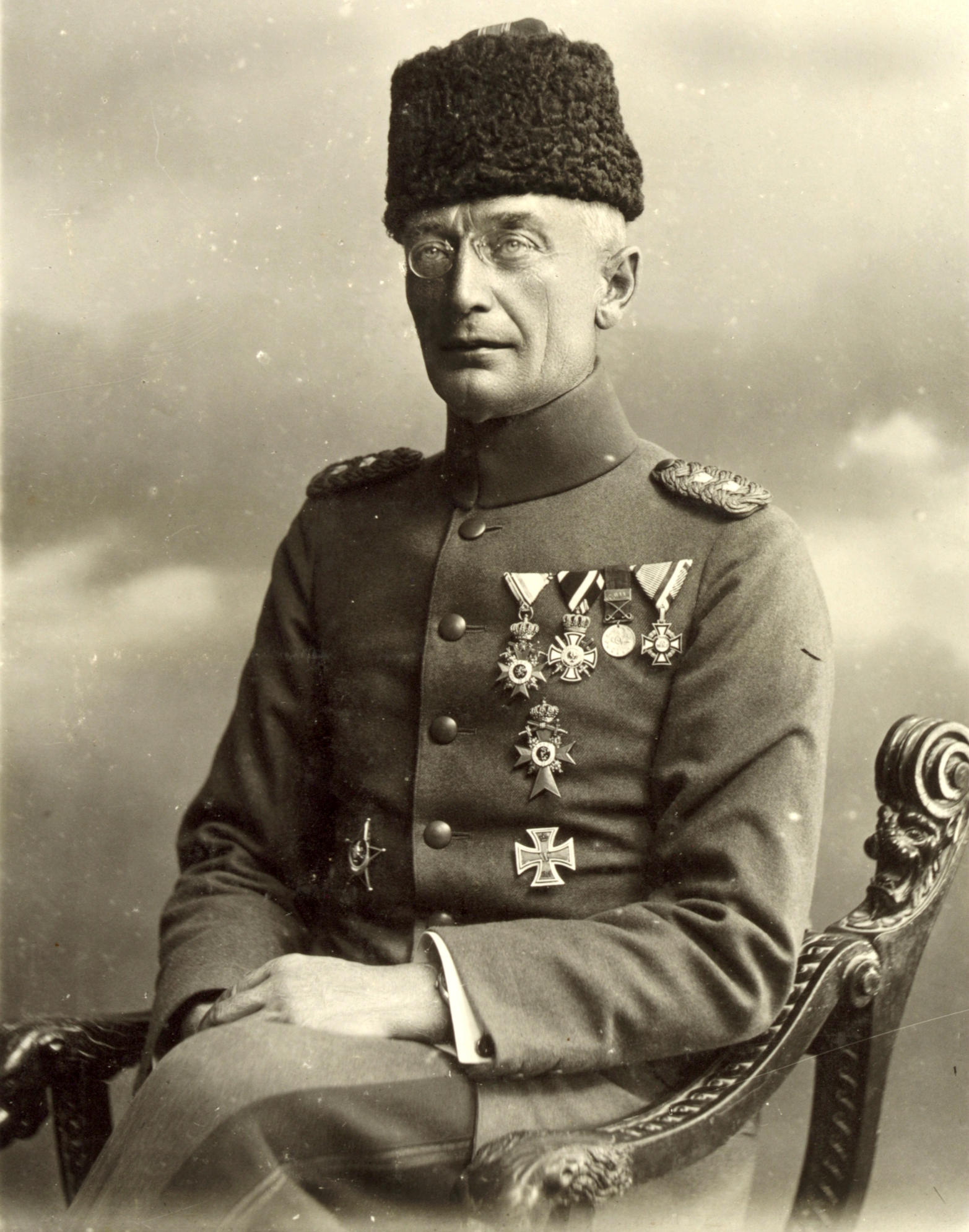
Friedrich Kreß von Kressenstein, comandante do Oitavo Exército entre outubro e dezembro de 1917, num retrato de 1916

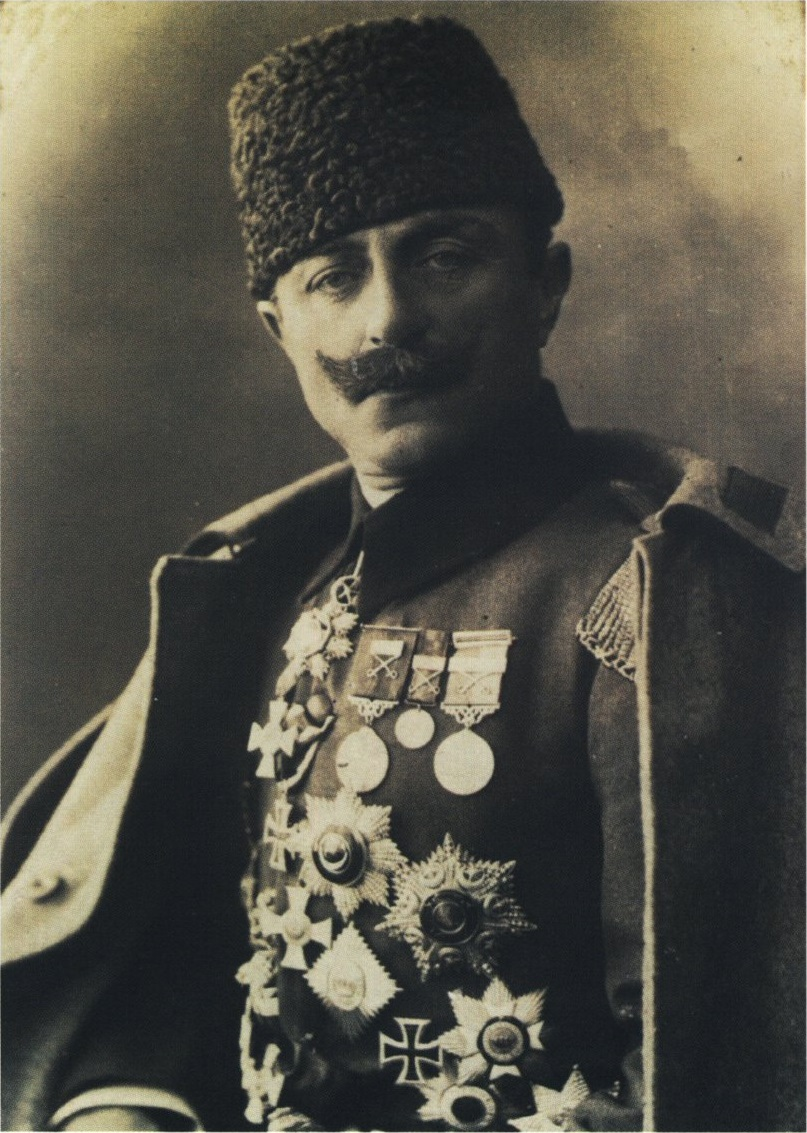
Cevat Çobanlı, comandante do Oitavo Exército num retrato de 1918

O Oitavo Exército (em turco: Sekizinci Ordu) do Império Otomano foi um dos exércitos do Exército Otomano criado durante a Primeira Guerra Mundial. 

## História
Em junho de 1917, Enver Paxá criou o Grupo de Exércitos Yıldırım (trad.: "Grupo de Exércitos Relâmpago"), comandado pelo general alemão Erich von Falkenhayn e reforçado com unidades otomanas transferidas da Galícia, Roménia e Trácia. Na sequência da formação desse grupo de exércitos, foram enviadas forças substanciais para a Síria e Palestina, onde se juntaram às defesas do Quarto Exército. A 3.ª, 7.ª, 16.ª e 54.ª divisões de infantaria já estavam na Palestina, enquanto que a 26.ª, 27.ª e 53.ª divisões de infantaria chegaram durante o verão. A 3.ª, 7.ª, 16.ª e 26.ª divisões combateu na Campanha de Galípoli e a 3.ª Divisão de Cavalaria combateu nas campanhas do Cáucaso.
O Oitavo Exército foi ativado em 2 de outubro de 1917, tendo como comandante Friedrich Kreß von Kressenstein, juntamente com o Sétimo Exército, comandado por Mustafa Kemal, ambos integrados no Grupo de Exércitos Yıldırım. O Oitavo Exército era originalmente constituído por sete divisões de infantaria e uma divisão de cavalaria que já estavam em serviço na região. Eram elas a 3.ª, 7.ª, 16.ª, 26.ª, 27.ª, 53.ª e 54.ª divisões de infantaria e a 3.ª Divisão de Cavalaria.

### Ordem de batalha em janeiro de 1918
Nesta data, o Oitavo Exército era comandado por Cevat Çobanlı e estava estruturado da seguinte forma:
- Corpo XXII
  - 3.ª Divisão de Infantaria
  - 7.ª Divisão de Infantaria
  - 20.ª Divisão de Infantaria
- 16.ª Divisão de Infantaria
- 54.ª Divisão de Infantaria
- 2.ª Divisão de Cavalaria do Cáucaso

### Ordem de batalha em setembro de 1918
Nesta data, o Oitavo Exército estava estruturado da seguinte forma:
- Corpo XXII
  - 7.ª Divisão de Infantaria
  - 20.ª Divisão de Infantaria
- Grupo da Ala Esquerda (comandado pelo coronel Gustav von Oppen)
  - 16.ª Divisão de Infantaria
  - 19.ª Divisão de Infantaria
  - Asien-Korps (alemão)
- 2.ª Divisão de Cavalaria do Cáucaso

### Ordem de batalha em novembro de 1918
Nesta data, posterior ao Armistício de Mudros, que pôs fins às hostilidades no teatro de operações do Médio Oriente, o Oitavo Exército estava estacionado em Esmirna e era estruturado da seguinte forma:
- Corpo XVII
  - 58.ª Divisão de Infantaria
- Corpo XXI
  - 57.ª Divisão de Infantaria